# Заставник прве класе
Заставник прве класе је у Војсци Србије највиши подофицирски чин. Намењен је за највише дужности подофицира, првенствено у командама и установама, као и за неке командне дужности. 
Уведен је по први пут у Југословенској народној армији 1974. године као највиши чин млађег официра и од тада је био у употреби и у Војсци Југославије и Војсци Србије и Црне Горе.

## Галерија
- Заставник  класе
ЈНА
(1951—1982)
- Заставник  класе
ЈНА, ВЈ и ВСЦГ
(1982—2006)
- Старији заставник
полиције Србије
(1992—2002)